# 대한민국의 감사원 사무총장
감사원 사무총장(監査院 事務總長)은 감사원 사무처를 대표하는 직위로, 차관급 정무직공무원으로 보한다.

## 임명
- 감사원 사무총장은 감사위원회의의 의결을 거쳐 원장의 제청으로 대통령이 임면한다.

## 역할
- 감사원 사무총장은 원장의 명을 받아 사무처의 사무를 관장하며 소속 직원을 지휘하고 감독한다.

## 역대 총장

### 감사원 사무총장
| 정부        | 대수           | 이름                             | 임기                              | 비고 |
| ----------- | -------------- | -------------------------------- | --------------------------------- | ---- |
| 제2공화국   | 초대           | 김진기(金鎭基)                   | 1963년 3월 21일~1964년 2월 24일   |      |
| 제3공화국   | 2대            | 장영순(張榮淳)                   | 1964년 2월 24일~1967년 1월 1일    |      |
| 제3공화국   | 3대            | 이정삼(李廷三)                   | 1967년 1월 1일~1967년 5월 12일    |      |
| 제3공화국   | 4대            | 김사도(金士道)                   | 1967년 5월 12일~1971년 8월 3일    |      |
| 제3공화국   | 5대            | 신두영(申斗泳)                   | 1971년 8월 3일~1974년 6월 21일    |      |
| 제4공화국   | 5대            | 신두영(申斗泳)                   | 1971년 8월 3일~1974년 6월 21일    |      |
| 6대         | 정진우(鄭鎭宇) | 1974년 7월 10일~1975년 12월 19일 |                                   |      |
| 7대         | 동홍욱(董弘旭) | 1975년 12월 27일~1980년 7월 10일 |                                   |      |
| 8대         | 김만기(金滿基) | 1980년 8월~1984년 10월 12일      |                                   |      |
| 8대         | 김만기(金滿基) | 1980년 8월~1984년 10월 12일      | 제5공화국                         |      |
| 9대         | 성용욱(成鎔旭) | 1984년 10월 12일~1987년 5월 27일 |                                   |      |
| 10대        | 김태서(金泰瑞) | 1987년 5월 30일~1988년 3월 5일   |                                   |      |
| 노태우 정부 | 11대           | 안경상(安景相)                   | 1988년 3월 5일~1990년 4월 2일     |      |
| 노태우 정부 | 12대           | 성환옥(成煥玉)                   | 1990년 4월 2일~1993년 3월 3일     |      |
| 김영삼 정부 | 13대           | 황영하(黃榮夏)                   | 1993년 3월 4일~1993년 12월 22일   |      |
| 김영삼 정부 | 14대           | 신동진(申東振)                   | 1993년 12월 27일~1995년 12월 16일 |      |
| 김영삼 정부 | 15대           | 노우섭(盧宇燮)                   | 1995년 12월 16일~1997년 7월 18일  |      |
| 김영삼 정부 | 16대           | 이명해(李明海)                   | 1997년 7월 18일~1998년 3월 7일    |      |
| 김대중 정부 | 17대           | 안번일(安繁一)                   | 1998년 3월 8일~1999년 10월 25일   |      |
| 김대중 정부 | 18대           | 이수일(李秀一)                   | 1999년 10월 25일~2001년 4월 9일   |      |
| 김대중 정부 | 19대           | 정휘영(鄭輝泳)                   | 2001년 4월 12일~2001년 7월 17일   |      |
| 김대중 정부 | 20대           | 노옥섭(盧鈺燮)                   | 2001년 7월 17일~2002년 3월 26일   |      |
| 김대중 정부 | 21대           | 황병기(黃炳基)                   | 2002년 3월 26일~2003년 11월 14일  |      |
| 노무현 정부 | 21대           | 황병기(黃炳基)                   | 2002년 3월 26일~2003년 11월 14일  |      |
| 22대        | 김종신(金鍾信) | 2003년 11월 14일~2005년 2월 23일 |                                   |      |
| 23대        | 오정희(吳正熺) | 2005년 2월 23일~2006년 12월 12일 |                                   |      |
| 24대        | 김조원(金照源) | 2006년 12월 14일~2008년 3월 6일  |                                   |      |
| 이명박 정부 | 25대           | 남일호(南一浩)                   | 2008년 3월 7일~2009년 1월 20일    |      |
| 이명박 정부 | 26대           | 성용락(成龍洛)                   | 2009년 1월 20일~2009년 12월 16일  |      |
| 이명박 정부 | 27대           | 정창영(鄭昌永)                   | 2009년 12월 16일~2011년 7월 21일  |      |
| 이명박 정부 | 28대           | 홍정기(洪正基)                   | 2011년 7월 21일~2012년 11월 7일   |      |
| 이명박 정부 | 29대           | 김정하(金貞河)                   | 2012년 11월 7일~2013년 4월 22일   |      |
| 박근혜 정부 | 30대           | 김영호(金英豪)                   | 2013년 4월 22일~2015년 7월 22일   |      |
| 박근혜 정부 | 31대           | 이완수(李完洙)                   | 2015년 7월 22일~2017년 7월 14일   |      |
| 문재인 정부 | 31대           | 이완수(李完洙)                   | 2015년 7월 22일~2017년 7월 14일   |      |
| 32대        | 왕정홍(王淨弘) | 2017년 7월 15일~2018년 8월 30일  |                                   |      |
| 33대        | 김종호(金宗浩) | 2018년 8월 31일~2020년 8월 10일  |                                   |      |
| 34대        | 최성호(崔盛浩) | 2020년 11월 10일~2022년 6월 14일 |                                   |      |
| 윤석열 정부 | 35대           | 유병호(柳炳浩)                   | 2022년 6월 15일~2024년 2월 17일   |      |
| 윤석열 정부 | 36대           | 최달영(崔達永)                   | 2024년 2월 18일~2025년 7월 28일   |      |
| 이재명 정부 | 37대           |                                  |                                   |      |

## 같이 보기
- 감사원
- 감사원장
- 감사위원
- 감사원 사무차장